# Marianne Hänecke
Marianne Hänecke (* 13. Juli 1930 in Bremen; † 28. März 2017 ebenda) war eine deutsche Politikerin (CDU) aus Bremen. Sie war Mitglied der Bremischen Bürgerschaft.

## Biografie

### Politik
Hänecke war seit 1961 Mitglied der CDU in Bremen-Borgfeld. 
Sie war von 1963 bis 1987 für die CDU 24 Jahre lang Mitglied der Bremischen Bürgerschaft und in verschiedenen Deputationen und Ausschüssen der Bürgerschaft tätig. 1963 war sie die jüngste Bürgerschaftsabgeordnete. 

### Familie
Sie war verheiratet mit dem ehrenamtlichen Ortsamtsleiter von Borgfeld Hans-Otto Hänecke und hatte zwei Kinder.